# Шанель, Джулия
Джу́лия Шане́ль (англ. Julia Channel, урождённая Джулия Пинель, родилась 3 ноября 1973 года в Париже) — французская порноактриса, фотомодель и актриса телевидения. Снималась для журналов Playboy, Gallerie, а также для австралийской версии журнала Penthouse.

## Порнокарьера
Первые шаги в порнобизнесе Джулии связаны с немецким продюсером Нильсом Молитором. Успех же настиг Джулию в Лос-Анджелесе. Поработав около года в США, Джулия переезжает в Италию. Во Францию Джулия возвращается уже порнозвездой, приняв участие во многих фильмах известных режиссёров — Марка Дорселя во Франции, Джона Лесли и Эда Пауэрса в США, Марио Сальери в Италии, Нильса Молитора в Германии. Съёмки в порнофильмах Джулия закончила в 1997 году, однако продолжала участвовать в эротических шоу многих стран мира — Франции, Италии, Германии, США и т. д.

## Телевидение
В 1996 году Джулия пробует себя в новой ипостаси — пытается раскрыть свой актёрский талант в телесериалах. Она принимала участие «Трюфелях» (Les Truffes) Бернара Ноэ с Жаном Рено, в «Братьях» (Frères: La roulette rouge) Оливье Даана, а также в фильме «Немного порока» (Coup de Vice) Патрика Леви вместе с Сами Насери. Вместе с Джеки Джэйет на протяжении двух лет вела на телевидении шоу «Крупный план», после создала свою телепередачу «Дарственные надписи». В 1999 году от телеканала Canal+ получила предложение вести шоу, которое получило название Шоу Джулии Шанель. Поработав немного на этой ниве, предложила директору музыкальных программ MCM вести программу о хип-хопе и R’n’B. Телепередача получала высокие рейтинги.

## Музыка
Ведя телепередачу о музыке на телевидении, Джулия решила попробовать свои силы и в этом виде искусства: она принимала участие в съёмках клипов Menelik «Bye Bye», Method Man «Judgment day», Stomy Bugsy «Ho le le», Silmaris «Cours Vite». Также её вокал можно услышать на альбомах Driver «Le Grand Chelem» и JoeyStarr «Authentik».

## Награды
- 1998 — Hot d'Or — главная награда